# Moira Johnston

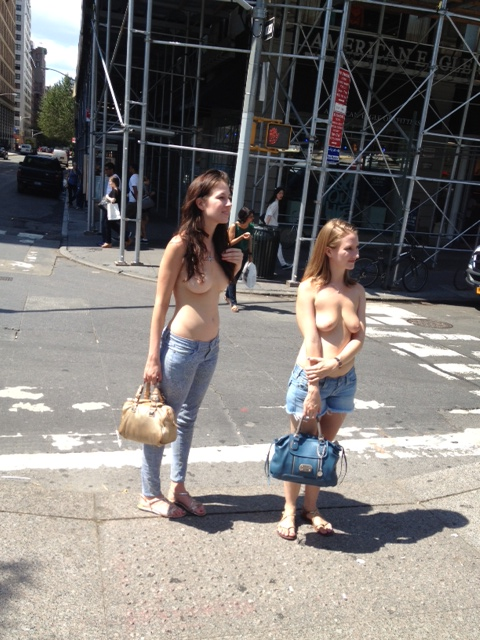
Moira Johnston, till höger, vid Union Square i New York.

Moira Johnston, född 4 april 1983 i Havertown i Pennsylvania, är en dansare, feminist och kvinnorättsaktivist som genom att vandra topless genom New York, vill ge uppmärksamhet åt att detta är tillåtet för både män och kvinnor var som helst i staten New York.
Hennes aktivism initierades i januari 2012 på en yogakurs, där flera män tränade i bar överkropp. När också hon tog av sig på överkroppen kom protester från övriga deltagare, vilket hon upplevde som diskriminerande. Sedan maj 2012 är hon därför topless om vädret tillåter, när hon rör sig i New York som del i en kampanj för likabehandling av män och kvinnor. Och för att vänja människor vid avsexualiserad nakenhet.
Hon blev arresterad av New York Police Department redan i maj 2012, och blev belagd med handklovar och påtvingades en skjorta för att täcka sina bröst. Hon hade då blivit anmäld av personer sedan hon varit topless "near a children’s playground”. 
Polisen uppgav för henne att ”it could be considered endangering the children”. Men de var då inte medvetna om att New York redan 1992 hade beslutat att även kvinnor får vara offentligt topless efter en kroppsaktivistisk aktion av bland annat Nikki Craft. 
Moira Jonston har demonstrerat på flera platser, bland annat i Philadelphia i Pennsylvania.